# Squish band
Een squish band is een gedeelte van de cilinderwand van een tweetaktmotor.
De squish band zit vlak boven de zuiger (minder dan 1 mm verschil) waar een klein gedeelte van het mengsel tussen weggeknepen wordt. De zuigerrand onder de squish band wordt niet aan de verbranding blootgesteld en wordt zodoende niet te warm. Het weggeknepen gasmengsel zorgt tevens voor een goede werveling in de verbrandingsruimte.